# Reliant Robin
De Reliant Robin was een driewielige personenwagen van de Britse fabrikant Reliant.

## Geschiedenis
De auto werd voor het eerst gemaakt in 1973 met een 750 cc viercilinder motor en was verkrijgbaar in twee modellen, de gewone sedan en de stationwagen. In 1975 werd de Robin voorzien van een sterkere 850 cc motor. De carrosserie is geplaatst op een stalen chassis en de opbouw is van polyester waardoor er merkwaardige creaties van gemaakt kunnen worden. Het is eenvoudig om te vormen tot bijvoorbeeld een cabriolet. Productie van de eerste serie Robins stopte in 1981 toen de Reliant Rialto verscheen.

### Robin Mk2 en Mk3
In 1989 volgde de tweede serie Robins, die licht bijgewerkt waren ten opzichte van de eerste serie. In 1999 volgde de derde serie Robins en kwam er ook een speciale versie uit ter viering van het 65-jarig bestaan van de Reliant-fabriek: de Robin 65, elk voorzien van een uniek nummer.

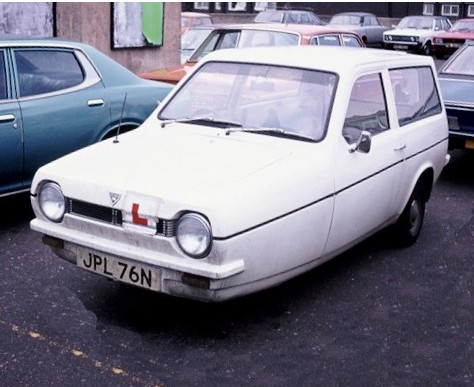
Reliant Robin Estate (1974)
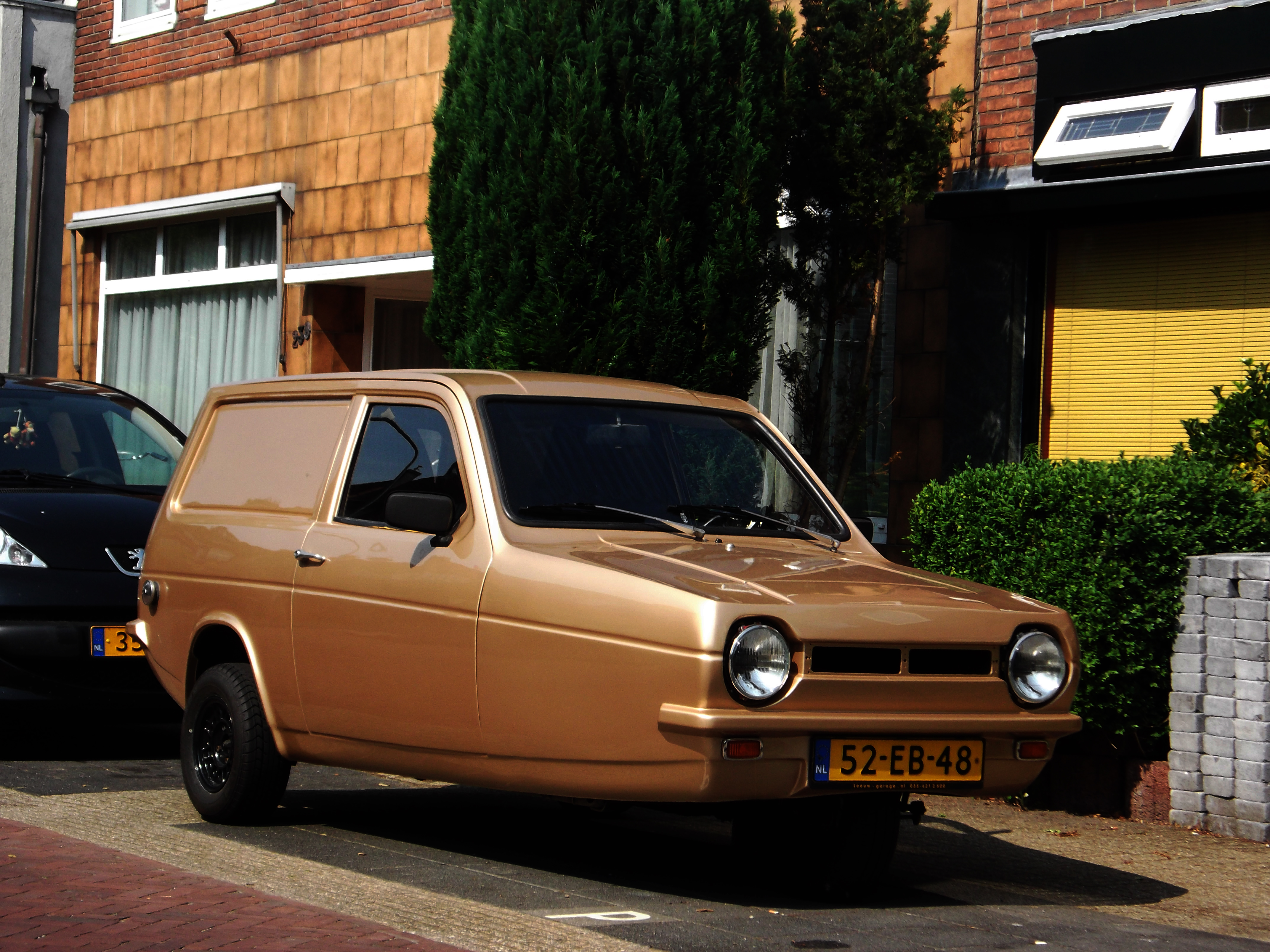
Reliant Robin Van (1978)
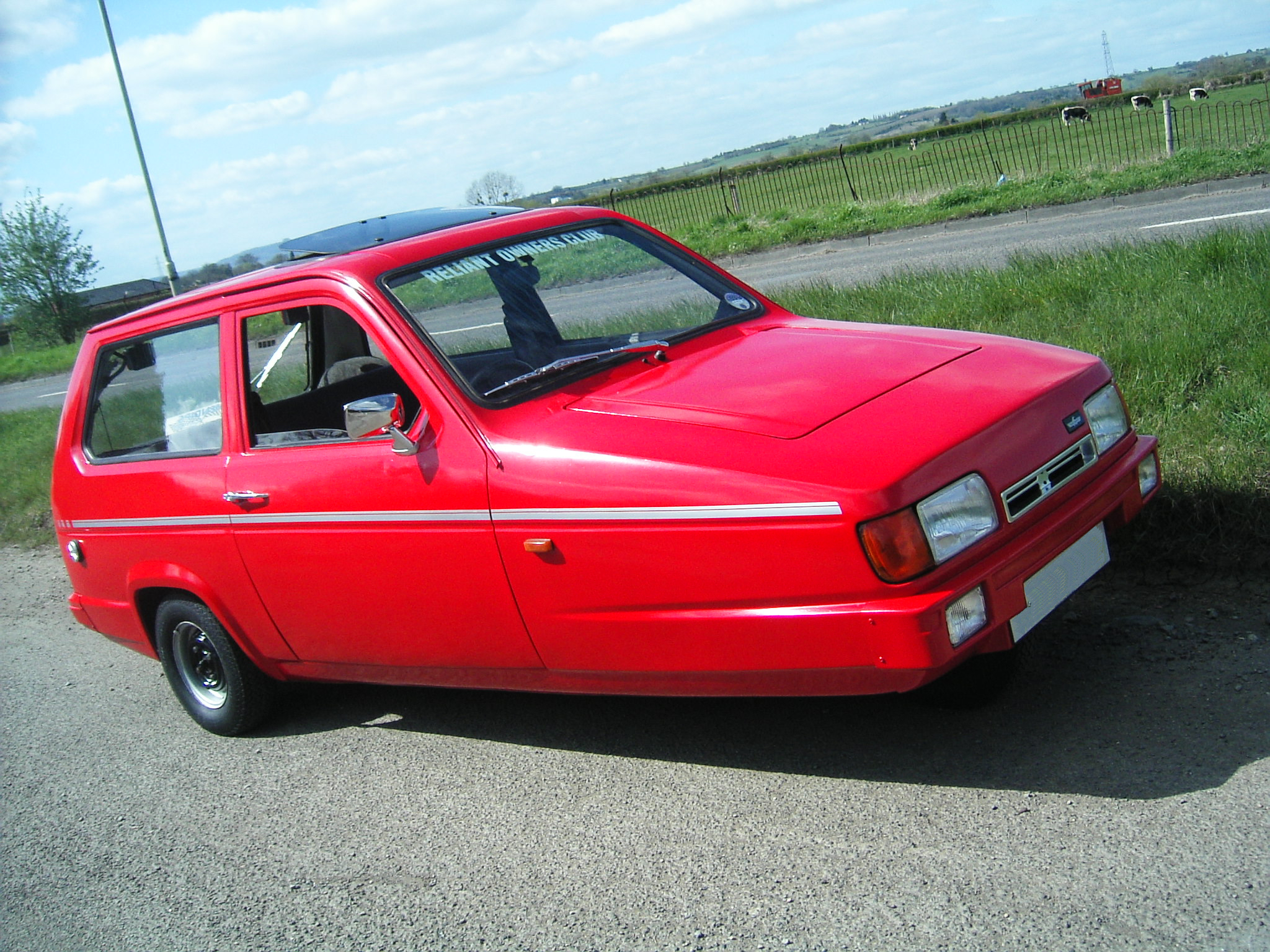
Reliant Robin Mk2 Estate (1994)
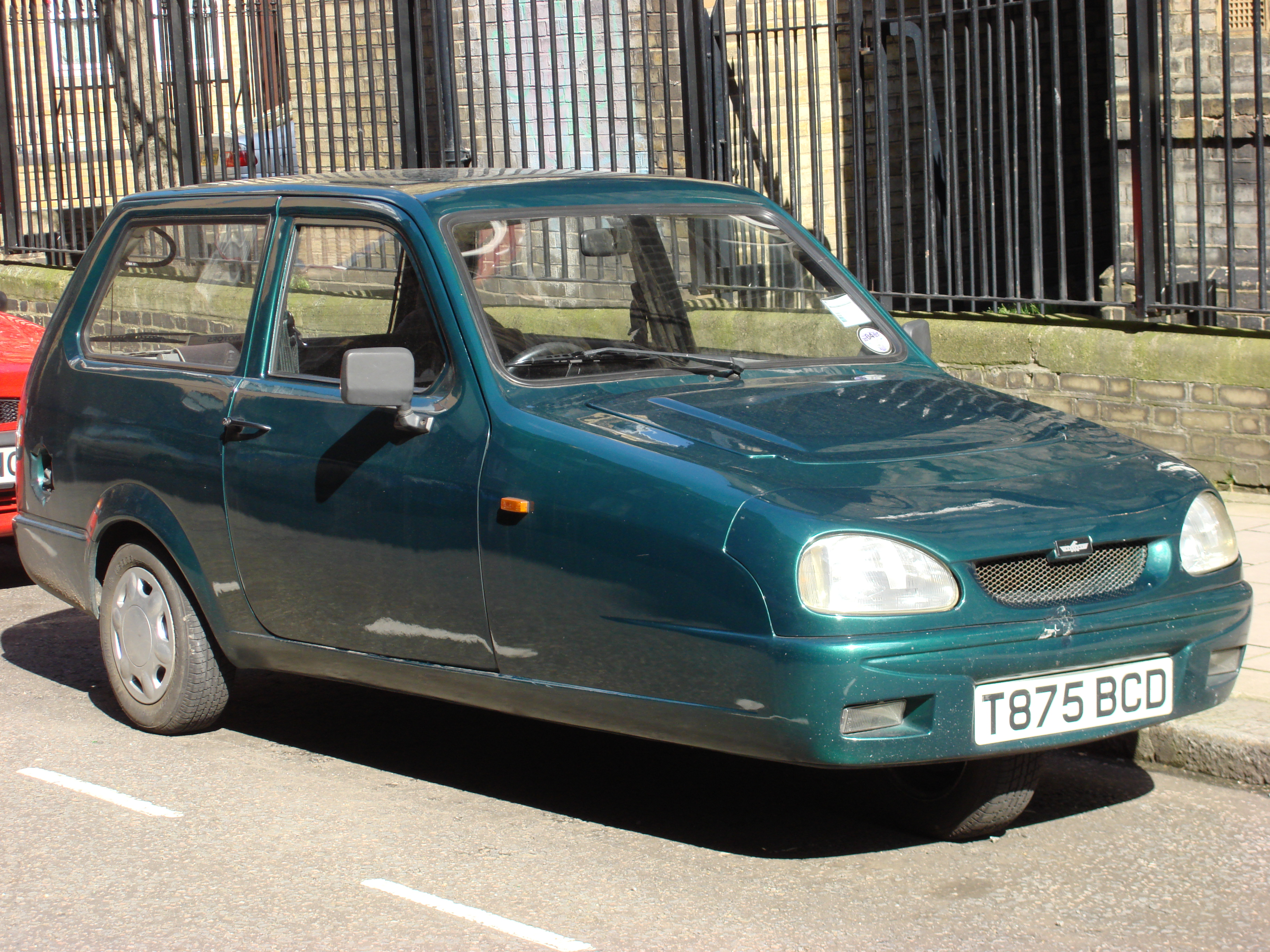
Reliant Robin Mk3 Estate (1999-2001)

## Ook voor A-rijbewijs
De Robin kon voor de wet zowel een personenwagen als een motorfiets zijn. Wilde men de Robin als motorfiets classificeren (rijbewijscategorie A) dan was een van de vereisten dat de wagen minder dan 400 kilo moest wegen (de als personenauto gekwalificeerde Robins wogen overigens evenveel). Deze wet veranderde in de jaren negentig, waardoor een autorijbewijs verplicht werd voor het rijden in een Robin. De Robin-rijders die hun voertuig al bezaten voordat de wetgeving veranderde, kregen een 'half' autorijbewijs, met de aantekening "enkel voor voertuigen onder 400 kg". Het veranderen van de wetgeving in de jaren 90 betekende het einde voor Reliant in Nederland. In Nederland is de Reliant Robin niet APK-plichtig omdat hij minder dan 400 kg weegt, in België is het ook mogelijk om een Reliant Robin op kenteken te krijgen.
Er zijn verschillende clubs in binnen- en buitenland van deze voertuigen. De Robin heeft ook een minder bekend vierwielig zusje genaamd de Reliant Kitten, welke er vrijwel hetzelfde uitziet. De voorkant echter was anders, omdat daar niet een wiel in het midden zit en het motorblok daarom verder naar voren geplaatst kon worden.

## Racen

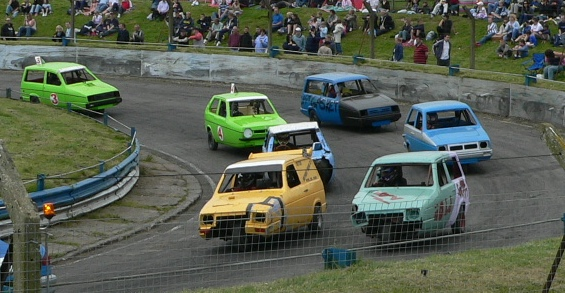
Reliant-driewielers in de autosport.

Niet alleen worden er nog steeds races gehouden met de Reliant Robin in Engeland, in het verleden is er een eigen raceklasse geweest in Groot-Brittannië, waar men de wagens uitrustte met het 750 cc motorblok van een Robin, door een groot aantal aanpassingen aan het motorblok verhoogde men het vermogen van 40,5 pk naar meer dan 60 pk.

## Trivia
In het computerspel Two Point Hospital zit een verwijzing naar deze auto met de driewielige ambulance 'Compliant Colin'.